# Sottoprefettura di Sorachi
La sottoprefettura di Sorachi (空知支庁, Sorachi-shichō?) è una sottoprefettura della prefettura di Hokkaidō, Giappone. Ha un'area di 6.558,26 chilometri quadrati e una popolazione di 373.736 abitanti al 2004. È stata fondata nel 1897.

## Geografia fisica

### Città
- Akabira
- Ashibetsu
- Bibai
- Fukagawa
- Iwamizawa (capoluogo)
- Mikasa
- Sunagawa
- Takikawa
- Utashinai
- Yūbari

### Distretti
- Distretto di Kabato
  - Shintotsukawa
  - Tsukigata
  - Urausu
- Distretto di Sorachi
  - Kamisunagawa
  - Naie
  - Nanporo
- Distretto di Uryū
  - Chippubetsu
  - Hokuryū
  - Moseushi
  - Numata
  - Uryū
- Distretto di Yūbari
  - Kuriyama
  - Naganuma
  - Yuni